# Třeboc
Třeboc, bis 1923 Třebouc (deutsch Trebotz) ist eine Gemeinde in Tschechien. Sie liegt 13 Kilometer nördlich von Rakovník und gehört zum Okres Rakovník.

## Geographie

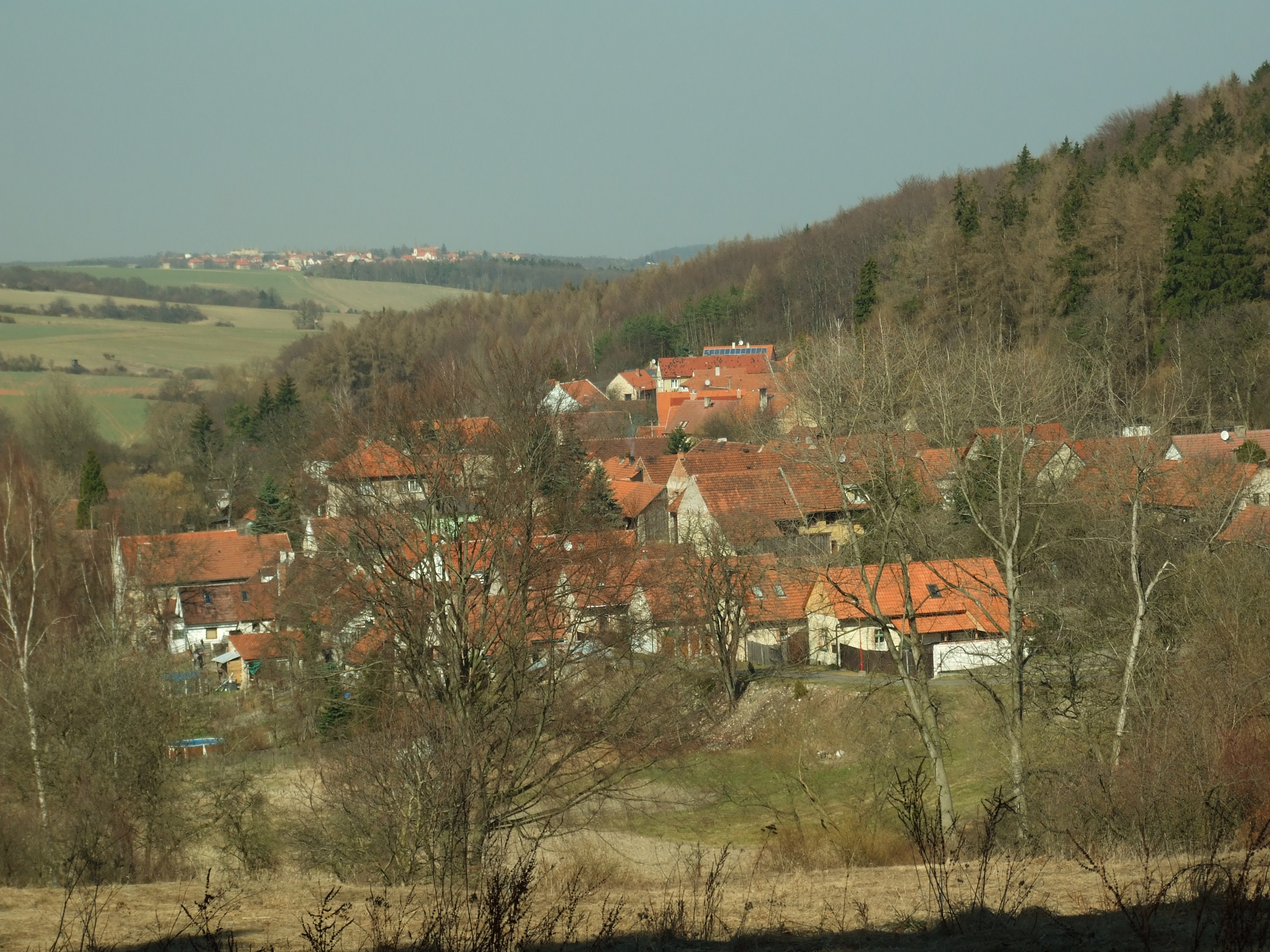
Blick vom Džbán auf Třeboc

Třeboc befindet sich im Hügelland Džbán. Das Dorf liegt im oberen Tal des Baches Klášterský potok (Pschaner Bach) an der Einmündung des Třebucký potok auf dem Gebiet des Naturparkes Džbán. Nördlich erhebt sich der Číhadlo (482 m), östlich die Hyže (511 m), im Südosten die Králka (516 m) sowie südlich der Džbán (536 m). Durch Třeboc führt die Staatsstraße II/229 zwischen Rakovník und Louny.
Nachbarorte sind Konětopy, Solopysky, Horní Ročov und Dolní Ročov im Norden, Vinařice, Kozojedy, Smilovice und Pochvalov im Nordosten, Dučice, Kalivody und Kroučová im Osten, Třtice und Řevničov im Südosten, Krušovice, Hředle und Krupá im Süden, Mutějovice und Milostín im Südwesten, Kounov und Lhota pod Džbánem im Westen sowie Domoušice und Filipov im Nordwesten.

## Geschichte
Třeboc wurde vermutlich im 11. oder 12. Jahrhundert im Zuge der Kolonisation des Krugwaldes gegründet. Die erste urkundliche Erwähnung des Dorfes erfolgte jedoch erst im Jahre 1405. Während der Hussitenkriege wurde der Ort verwüstet. Besitzer des zum Gut Divice untertänigen Dorfes waren im 16. Jahrhundert die Herren Popel von Lobkowitz, sie verkauften Divice 1586 an die Herren Trčka von Lípa. Diese veräußerten das Gut 1601 an Christoph von Lobkowitz.
Die Herren von Lobkowitz hielten Divice bis 1656. Zu den nachfolgenden Besitzern gehörte der Feldmarschallleutnant Jan van der Croon (Jan de la Cron), welcher 1664 die Witwe Margarethe Blandina von Schützen auf Zittolieb heiratete. Sie kaufte 1681 die Herrschaft Diwitz mit den Dörfern Winařitz, Solopisk, Kozeged, Ober-Rotschow, Markwaretz, Konotop und Třebotz auf und vereinigte sie mit Zittolieb. Nach Margarethe Blandinas Tod übernahm 1687 ihr Sohn Ernst Gottfried Schütz von Leipoldsheim († 1715) die Verwaltung des Familienbesitzes. Dessen Sohn und Alleinerbe Ernst Jaroslaw überlebte seinen Vater jedoch nur um fünf Jahre; mit ihm erlosch zugleich das Geschlecht der Schütz von Leipoldsheim.
Als Erben für die Herrschaft Zittolieb und Diwitz hatte er seinen Jugendfreund, den Hauptmann des Leitmeritzer Kreises Karl Daniel Pachta von Rayhofen († 1729) eingesetzt. Nachfolgender Besitzer war dessen Neffe Ernst Karl Pachta (1718–1803), der bis zur Volljährigkeit unter der Vormundschaft seines Vaters Johann Joachim Pachta stand. Dieser wurde als Hauptmann des Bunzlauer Kreises während des Österreichischen Erbfolgekrieges von der französischen Armee als Geisel genommen und verstarb am 26. Oktober 1742 während der Belagerung von Prag infolge der schlechten Haftbedingungen. Im selben Jahre erreichte Ernst Karl Pachta von Rayhofen die Volljährigkeit. Im Juli 1797 verkaufte Ernst Karl Pachta die Herrschaft Zittolieb mit Diwitz an Jakob Wimmer von Wimmersberg, der sie am 6. Februar 1803 an Joseph II. zu Schwarzenberg veräußerte. 1833 erbte Johann Adolf II. zu Schwarzenberg den Besitz.
Im Jahre 1844 bestand Třebotz bzw. Třeboc, früher auch Tschebauz und Střebotz genannt, aus 52 Häusern mit 369 Einwohnern. Haupterwerbsquelle war der wegen der kalten Lage wenig ertragreiche Feldbau sowie die Holzabfuhr aus dem herrschaftlichen Třebotzer Forstrevier. Im Ort gab es ein obrigkeitliches Jägerhaus. Pfarrort war Unter-Rotschow. Bis zur Mitte des 19. Jahrhunderts blieb Třebotz der Allodialherrschaft Zitolib samt dem Gut Domauschitz untertänig.
Nach der Aufhebung der Patrimonialherrschaften bildete Třebouc/Třebotz ab 1850 eine Gemeinde im Rakonitzer Kreis und Gerichtsbezirk Laun. Ab 1868 gehörte das Dorf zum Bezirk Laun. In der zweiten Hälfte des 19. Jahrhunderts wurde der Hopfenbau zum dominierenden Zweig der Feldwirtschaft. Zudem wurde Plänerkalkstein gebrochen. Im Jahre 1896 erhielt der Ort eine eigene Schule. Im Jahre 1921 lebten in den 97 Häusern von Třebouc 530 Einwohner. Die Bezirksstraße zwischen Rakovník und Louny wurde 1923 errichtet. Im Jahr darauf erhielt das Dorf eine öffentliche Fernsprechstation. Der heutige Ortsname Třeboc setzte sich 1924 durch. 1926 wurde Třeboc an das Elektrizitätsnetz angeschlossen. Im Jahre 1932 lebten in Třeboc 534 Personen. 1949 wurde die Gemeinde dem neugebildeten Okres Nové Strašecí zugewiesen und wurde nach dessen Aufhebung im Jahre 1960 Teil des Okres Rakovník. 1955 bestand Třeboc aus 117 Häusern, in die einklassige Dorfschule waren 25 Kinder eingeschult. Die Schweinezuchtanlage nördlich des Dorfes entstand 1960. Im Jahre 2002 lebten in den 110 Wohnhäusern des Dorfes 139 Personen. Třeboc ist ein bedeutender Hopfenbauort. Die Gemeinde ist Mitglied der Mikroregion Poddžbánsko.

## Gemeindegliederung
Für die Gemeinde Třeboc sind keine Ortsteile ausgewiesen.

## Sehenswürdigkeiten
- Kapelle des hl. Adalbert auf dem Dorfplatz, der Plänerbau entstand zwischen 1882 und 1889
- Denkmal für die Gefallenen des Ersten Weltkrieges, enthüllt 1925
- Mehrere Gehöfte in volkstümlicher Plänerbauweise